# Hervartó
Hervartó (szlovákul: Hervartov) község Szlovákiában, az Eperjesi kerület Bártfai járásában.

## Fekvése
Bártfától 8 kilométerre délnyugatra, a Tapoly felső folyásától délre fekszik.

## Története
A falut 1406-ban „Eberhardtuagasa” néven említik először, azonban már ennél korábban, a 14. században alapították Bártfáról érkezett német telepesek. 200 évig Bártfához tartozott. Lakói földművesek, pásztorok, erdei munkások voltak, később zsindelykészítéssel is foglalkoztak. A 17. és 18. században területén üveghuta is működött.
A 18. század végén Vályi András így ír róla: „HERVALTÓ. Tót falu Sáros Várm. földes Ura B. Splényi Uraság, lakosai katolikusok, fekszik Bártfától 3/4 mértföldnyire Richvaldnak filiája, réttye, legelője, erdeje elég van.”
Fényes Elek 1851-ben kiadott geográfiai szótárában így ír a faluról: „Hervaltó, tót falu, Sáros vmegyében, Richvaldhoz 1/2 órányira: 456 kath., 1 evang., 10 zsidó lak. Hegyes, sovány határ. Nagy erdők. F. u. b. Splényi örök. Ut. p. Bártfa.”
A trianoni diktátum előtt Sáros vármegye Bártfai járásához tartozott.

## Népessége
| Év:            | 1994. | 2004.   | 2014.   | 2024.   |
| -------------- | ----- | ------- | ------- | ------- |
| Emberek száma: | 495   | 507     | 494     | 518     |
| Eltérés:       |       | +2,42 % | -2,56 % | +4,85 % |

| Év:            | 2023. | 2024.   |
| -------------- | ----- | ------- |
| Emberek száma: | 524   | 518     |
| Eltérés:       |       | -1,14 % |

1910-ben 376, túlnyomórészt szlovák lakosa volt.
2001-ben 514 lakosából 513 szlovák volt.
2011-ben 497 lakosából 494 szlovák.

## Nevezetességei

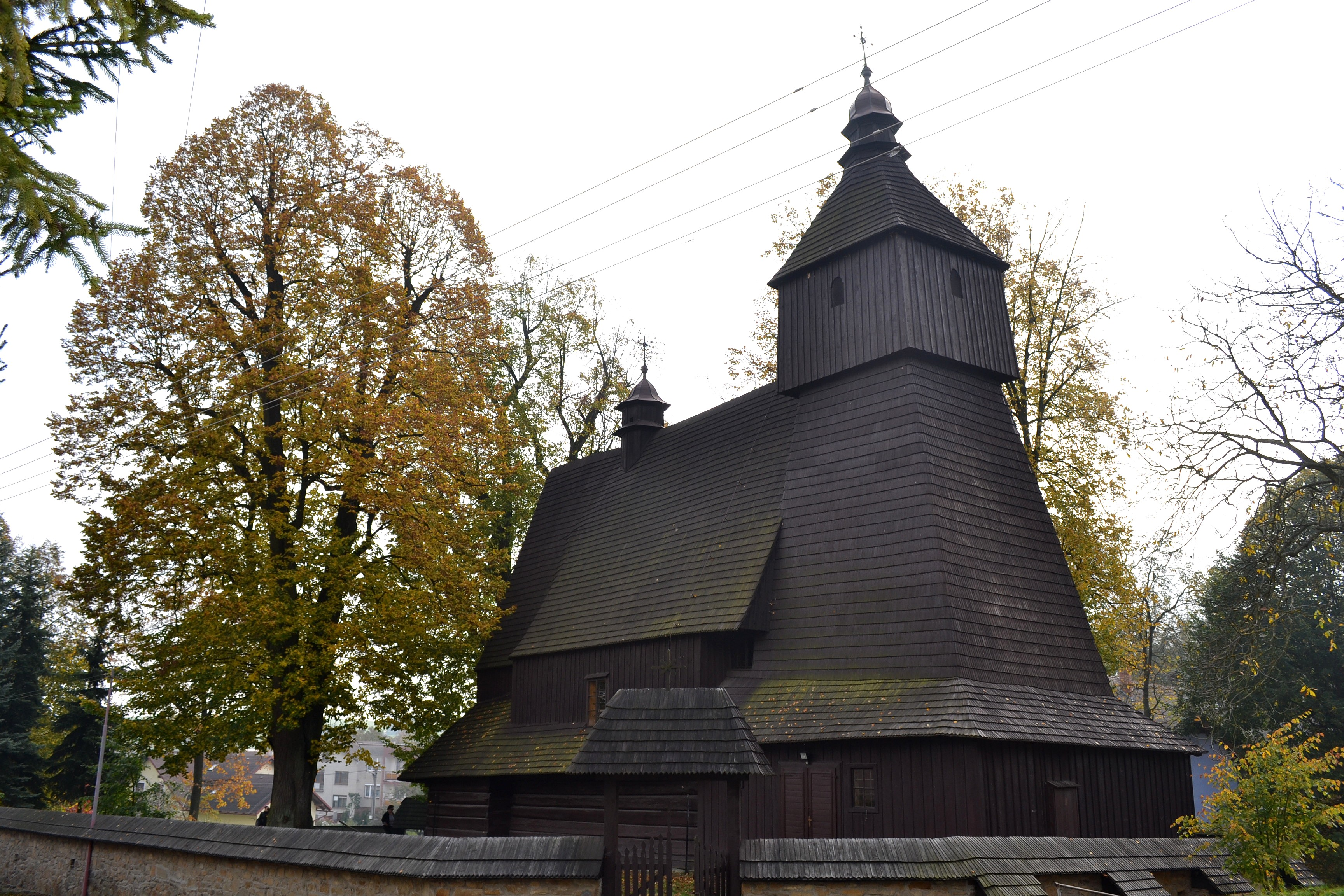
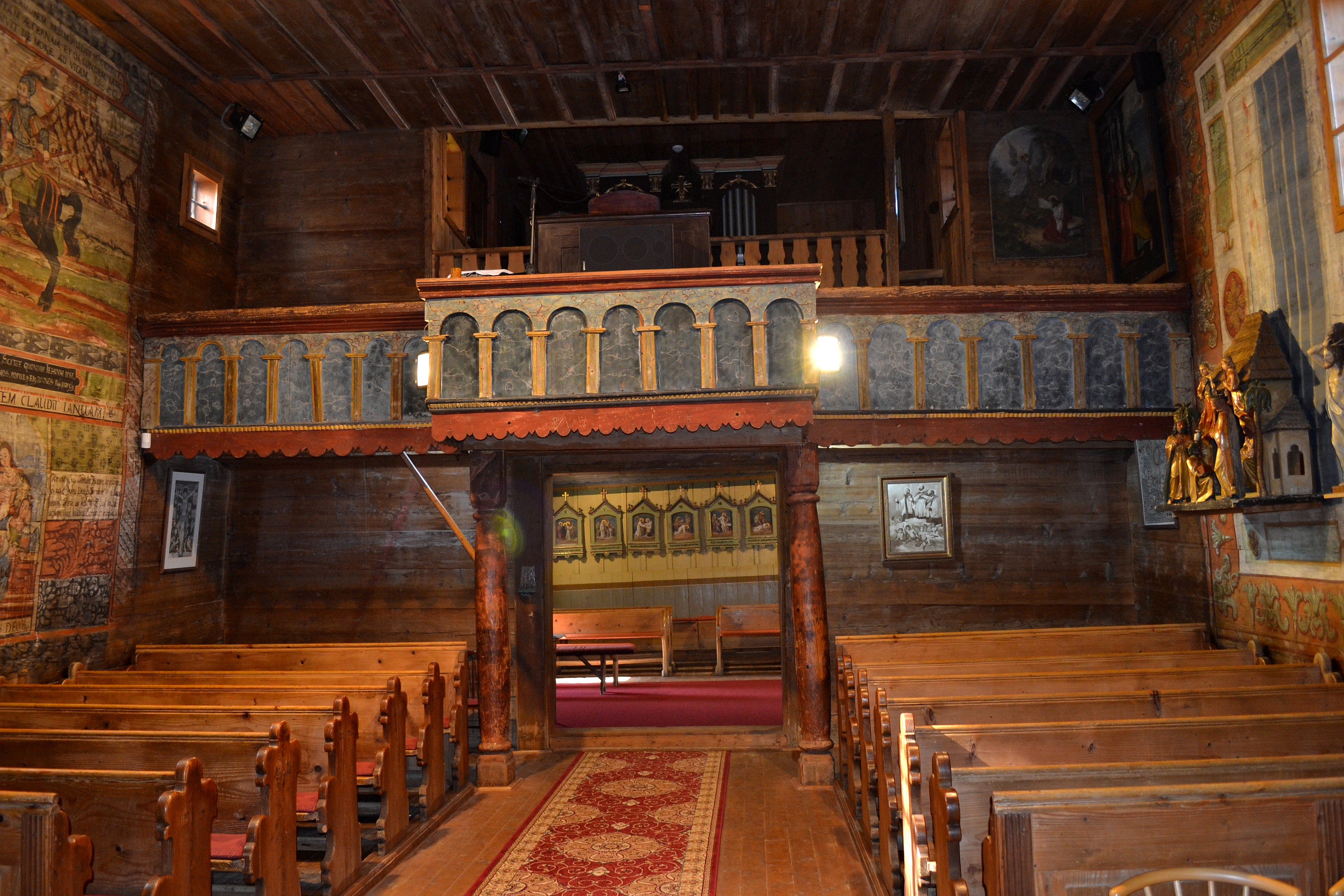

- Assisi Szent Ferenc tiszteletére szentelt római katolikus fatemploma 1593-ban épült tiszafából, faragott reneszánsz berendezése és 1665-ben készült festményei értékesek. Szűz Mária, Alexandriai Szent Katalin és Szent Borbála oltárai 1460 és 1470 között készültek.

## Külső hivatkozások
- Községinfó
- Hervartó Szlovákia térképén
- Hervartó a görögkatolikus püspökség honlapján
- A templom ismertetője szlovákul
- Ismertető angol nyelven
- Fotógaléria
- E-obce.sk